# Phyllophaga chada
Phyllophaga chada är en skalbaggsart som beskrevs av Saylor 1948. Phyllophaga chada ingår i släktet Phyllophaga och familjen Melolonthidae. Inga underarter finns listade i Catalogue of Life.